# 帕利亚卡兰
帕利亚卡兰（Palia Kalan），是印度北方邦柯黎县的一个城镇，並與鄰國尼泊爾接壤。总人口46299（2015年）。該城鎮坐落於夏達河河畔，並以保育犀牛與亞州虎的國家公園而知名。

## 經濟
帕利亞卡蘭是一個快速發展的小鎮，那裡有許多錫克教徒的農民，也有很多富有的馬爾瓦迪斯人。主要的職業是農業及初級加工業。此外製糖產業蓬勃發展，擁有印度第一大、亞洲第二大製糖廠。巴賈傑·辛杜斯坦甘蔗的1400 TCD糖廠於1972年在帕利亞卡蘭建立，這是一個大型的甘蔗供應中心，距八甲吉的第一家糖廠Gola Gokarannath約75公里（47英里）。這個新公司的目的主要是幫助該地區的甘蔗種植者將產品供應到更靠近甘蔗園的新地點，從而降低運輸成本。

## 人口
该地2001年总人口35000人，其中男性18682人，女性16318人；0—6岁人口5627人，其中男2946人，女2681人；识字率53.62%，其中男性为60.44%，女性为45.81%。